# 1995 PV
1995 PV är en asteroid i huvudbältet som upptäcktes den 2 augusti 1995 av de båda japanska astronomerna Takeshi Urata och Yoshisada Shimizu vid Nachi-Katsuura-observatoriet.